# SubSeven
SubSeven (auch: Sub7) ist ein Fernwartungsprogramm für Microsoft Windows, das illegal eingesetzt werden kann und welches die Möglichkeit bereitstellt, die Programmdatei mit einer anderen Datei zu verbinden, so dass sich der gefährliche Code hinter harmlos scheinendem Code versteckt (sogenannte Trojanische Pferde). SubSeven lässt sich auf dem installierten Rechner während der Laufzeit aktualisieren. Der Verfasser dieses Programmes agiert unter dem Pseudonym mobman und arbeitet inzwischen für Unternehmen in der IT-Branche. SubSeven kann unter anderem auch Webcams steuern, um das Opfer zu beobachten oder den Computer des Opfers einfach herunterfahren.
SubSeven wird seit April 2005 nicht weiterentwickelt. Die letzten veröffentlichten Versionen waren nicht von mobman erstellte Neuerungen, sondern meist nur von der Sub7crew (Gruppe von sympathisierenden Anwendern) für aktuelle Betriebssysteme angepasste Varianten. Im Januar 2014 wurde sub7 immer noch von dieser Gruppe weiterentwickelt, die nach eigenen Angaben die Software regelmäßig pflegt.
Weniger bekannt als Back Orifice, waren zeitweise weitaus höhere Anzahlen von Systemen mit SubSeven infiziert. Scans bestimmter AOL-IP-Bereiche ergaben Infektionsraten von etwa 10 %.